# Päpstliches Brasilianisches Pius-Kolleg
Das Päpstliche Brasilianische Pius-Kolleg (pt.: Pontifício Colégio Pio Brasileiro, it.: Pontificio Collegio Pio Brasiliano) ist ein Päpstliches Kolleg in Rom. Es wurde für brasilianische Seminaristen und Priester, die am Kolleg Theologie und Philosophie studieren eingerichtet. Gleichzeitig ist es ein Priesterseminar für die Priesteramtskandidaten, die an den Päpstlichen Universitäten in Rom ihr Studium absolvieren. Es steht unter der Verwaltung der brasilianischen Bischofskonferenz und wird von Jesuiten geleitet. 

## Geschichte
Seit 1858 bestand in Rom das Päpstliche Lateinamerikanische Kolleg “Pius” in Rom, es war zuständig für die Priesterausbildung für Lateinamerika. Das Kolleg hatte seinen Sitz an der Basilika Sant’Andrea della Valle und begann den Studienbetrieb mit 17 Seminaristen aus Kolumbien, Argentinien und Peru. Im frühen 20. Jahrhundert hatte die Zahl der brasilianischen Priesteramtskandidaten erheblich zugenommen, sodass 1927 von Papst Pius XI. (1903–1914), dem Generalsuperior der Jesuiten und dem brasilianischen Episkopat eine neue Einrichtung gegründet wurde. 1929 konnte der Grundstein gelegt werden und am 3. April 1934 wurde das Kolleggebäude eingeweiht. Der erste Studienjahrgang begann mit 37 Seminaristen und Priestern. Während des Zweiten Weltkrieges ging die Zahl der Kollegschüler, teilweise nur 10 – 12 Teilnehmer, stark zurück. In den Jahren 1954 und 1955 erreichte das Kolleg eine Spitzenbelegung von 130 Studenten. Während des Zweiten Vatikanischen Konzils diente das Kolleg den teilnehmenden brasilianischen Bischöfen als Unterkunft und Beratungszentrum.

## Organisation
Seit der Gründung trägt die brasilianische Bischofskonferenz die Verwaltung, die durch Jesuiten wahrgenommen wird. Aus der Bischofskonferenz übernimmt ein Bischof (z. Zt. Luis Soares Viera) die Betreuung und arbeitet mit dem Dikasterium für die Kultur und die Bildung zusammen. Priesteramtskandidaten, Diözesanpriester und Ordenspriester werden durch ihren zuständigen Diözesanbischof oder ihren Ordensoberen nach Rom entsandt. Die durchschnittlich 120 Seminaristen und Priester kommen nicht nur aus Brasilien, das Kolleg beherbergte auch schon Studenten aus den afrikanischen Ländern Angola, Benin, Guinea-Bissau und Mosambik; den südamerikanischen Ländern Chile, Bolivien, Kolumbien, Ecuador und Uruguay; aber auch aus Europa. Das Brasilianische Kolleg spielt mit einer internationalen Fußballmannschaft am „Clericus Cup“ mit. Das Kollegrektorat besteht aus dem Rektor, einem Vizekanzler, einem Studienleiter (gleichzeitig Bibliothekar), einem geistlichen Direktor und einem Verwaltungsstab.

## Ehemalige
Von der Gründung bis zum 75. Jubiläum im Jahre 2004 gingen aus dem Brasilianischen Pius-Kolleg insgesamt 119 Bischöfe und vier Kardinäle hervor. 

### Die Kardinäle
- Agnelo Kardinal Rossi (1913–1995)
- Serafím Kardinal Fernandes de Araújo (1924–2019)
- Geraldo Majella Kardinal Agnelo (1933–2023)
- Odilio Pedro Kardinal Scherer (* 1949)